# Flaix (grup de comunicació)
El grup de comunicació Flaix, antigament conegut com a Grup Flaix, és una societat limitada que posseeix dues emissores de ràdio musicals, Flaix FM i Flaixbac, i l'estudi creatiu Flaix Studio. El grup va comptar amb el canal de televisió Flaix TV que va iniciar les seves emissions el 21 d'abril del 2001 i conclou el setembre del 2005. El grup està encapçalat pel periodista Carles Cuní.

## Història
L'empresa de comunicació i entretenimient, Flaix, es va fundar l'any 1992 per Miquel Calçada i Carles Cuní, incloent l'emissora Flaix FM, sent la primera emissora privada en format de radiofòrmula que transmetia en català. El seu objetiu al fundar aquesta emissora va ser donar més importància i popularitzar les emissores de ràdio destinades a la música ja que en aquella època no eren tant freqüents com actualment. L’any 1994 apareix la segona emissora de l'equip anomenada FlaixBac que estava destinada a emetre els últims èxits internacionals dels gèneres Pop y Dance. L’any 2001 juntament amb Mediapro i la participació d'Ómnium Cultural, el grup Flaix incorpora un canal de televisió anomenada FlaixTV, a càrrec de Ferran Cera i que va tenir la seva primera emissió el 21 de abril. L’any 2005 FlaixTv va ser comprat per Vocento i, a conseqüència, las últimes emissions del canal de televisió van tenir lloc al setembre de 2005.
L’any 2003 el grup es va presentar al concurs per a l’adjudicació del múltiplex nacional privat que estava convocat per la Generalitat de Catalunya però finalment no va obtenir el premi. L’any 2015, Miquel Calçada, un dels fundadors, va abandonar l'equip per dedicar-se plenament als seus compromisos públics i a la política. S'hi va desvincular tant a nivell personal com accionarial. Al 2016 el programa El matí i la mare que el va parir de la emissora Ràdio Flaixbac, va guanyar el premi nacional en comunicació a la categoria de radiodifusió.